# Erik-Anders
Erik-Anders est une ferme suédoise située à Söderala, dans la commune de Söderhamn et la province du Hälsingland. C'est l'une des sept fermes décorées de Hälsingland qui figurent depuis 2012 au patrimoine mondial de l'UNESCO. À l'échelon national, elle est également classée byggnadsminne depuis 2008.

## Histoire
La ferme doit son nom au paysan Erik Andersson (1788-1874), qui fait reconstruire la résidence principale entre 1813 et 1827. Sa grande salle de réception et ses décorations témoignent de la richesse du propriétaire. La famille souffre par la suite de revers qui compromettent l'entretien de la ferme : des deux fils d'Erik Andersson, l'aîné émigre aux États-Unis tandis que le cadet reste invalide après un accident de cheval. La propriété passe aux mains de plusieurs familles, qui aménagent plusieurs cuisines dans la première moitié du XXe siècle. Les anciens bâtiments annexes sont également remplacés dans les années 1910 par un unique bâtiment ayant fonction d'étable et de grange, entre autres. Les bâtiments de la ferme ont fait l'objet d'une restauration à partir de 1993, en particulier en ce qui concerne les peintures murales et les papiers peints.

## Architecture et décoration
Avec son toit élégant et sa grande façade peinte en jaune, le bâtiment principal avait à sa construction des allures de manoir. Au fil du temps, le jaune a viré au rouge. La décoration intérieure de la salle de réception, réalisée par un groupe de peintres dalécarliens de Rättvik appelés « Knutesmålarna », est également typique des manoirs du XIXe siècle, avec des couleurs très claires.

## Galerie

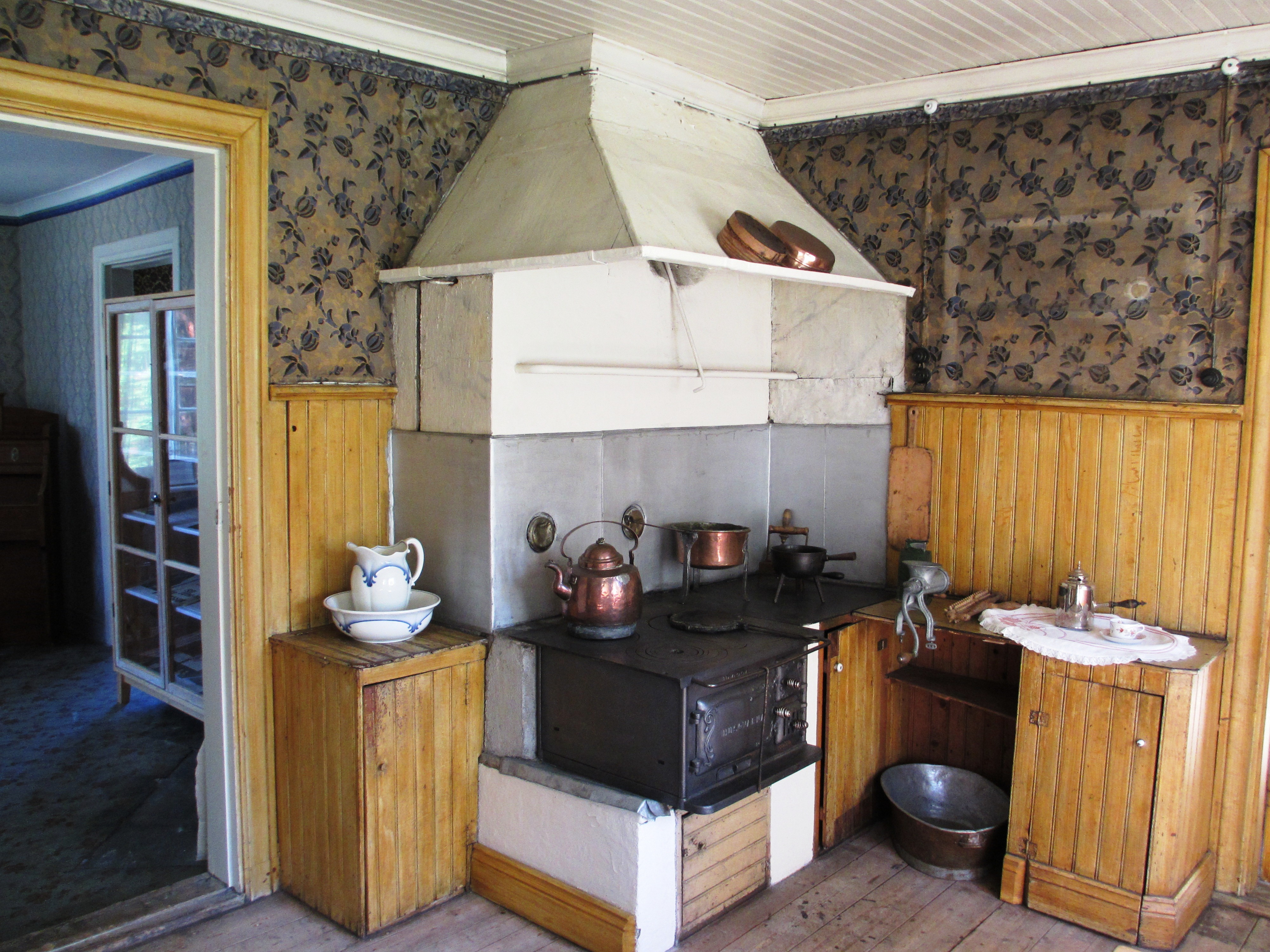
Intérieur du bâtiment principal.
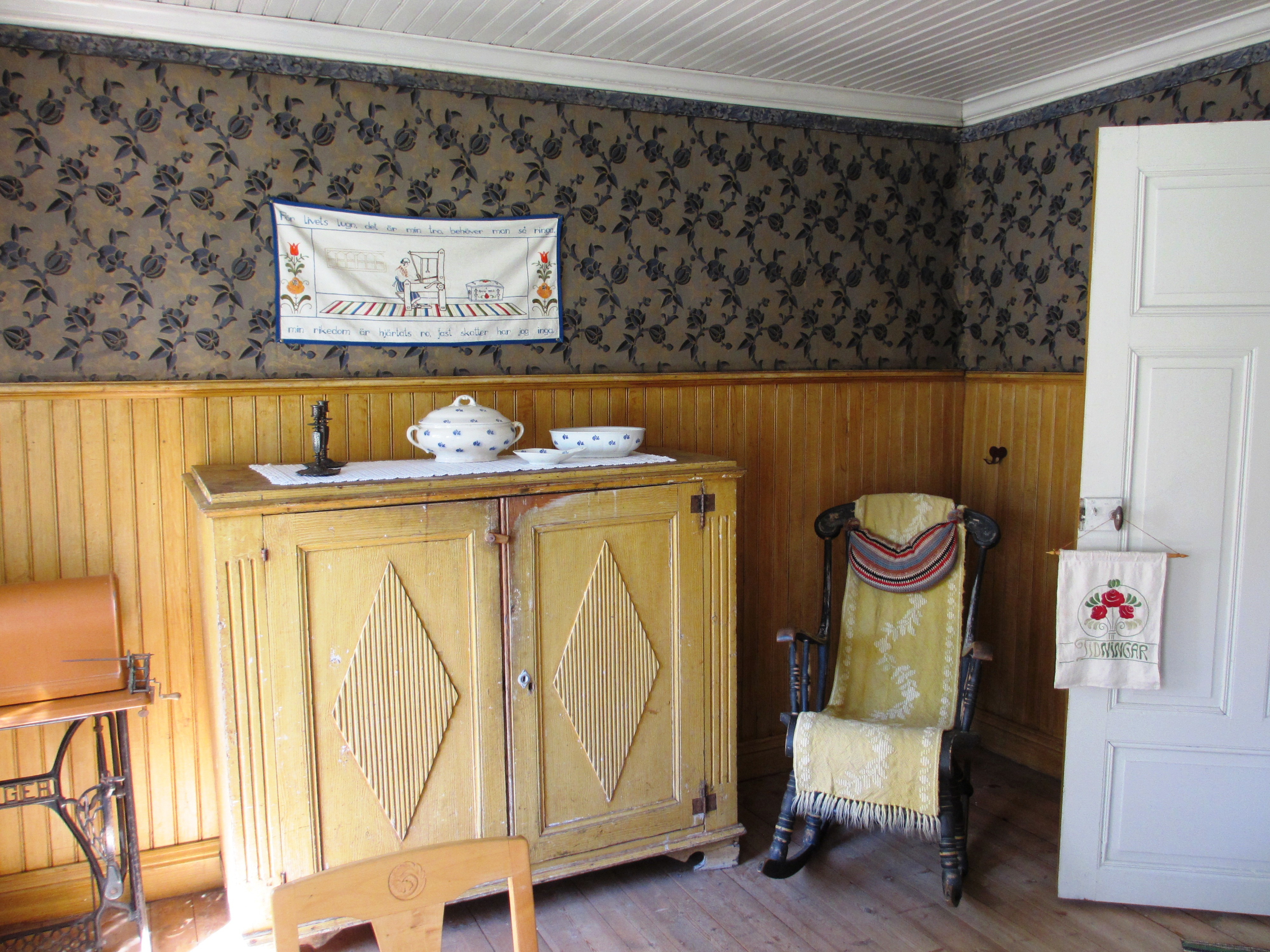
Intérieur du bâtiment principal.
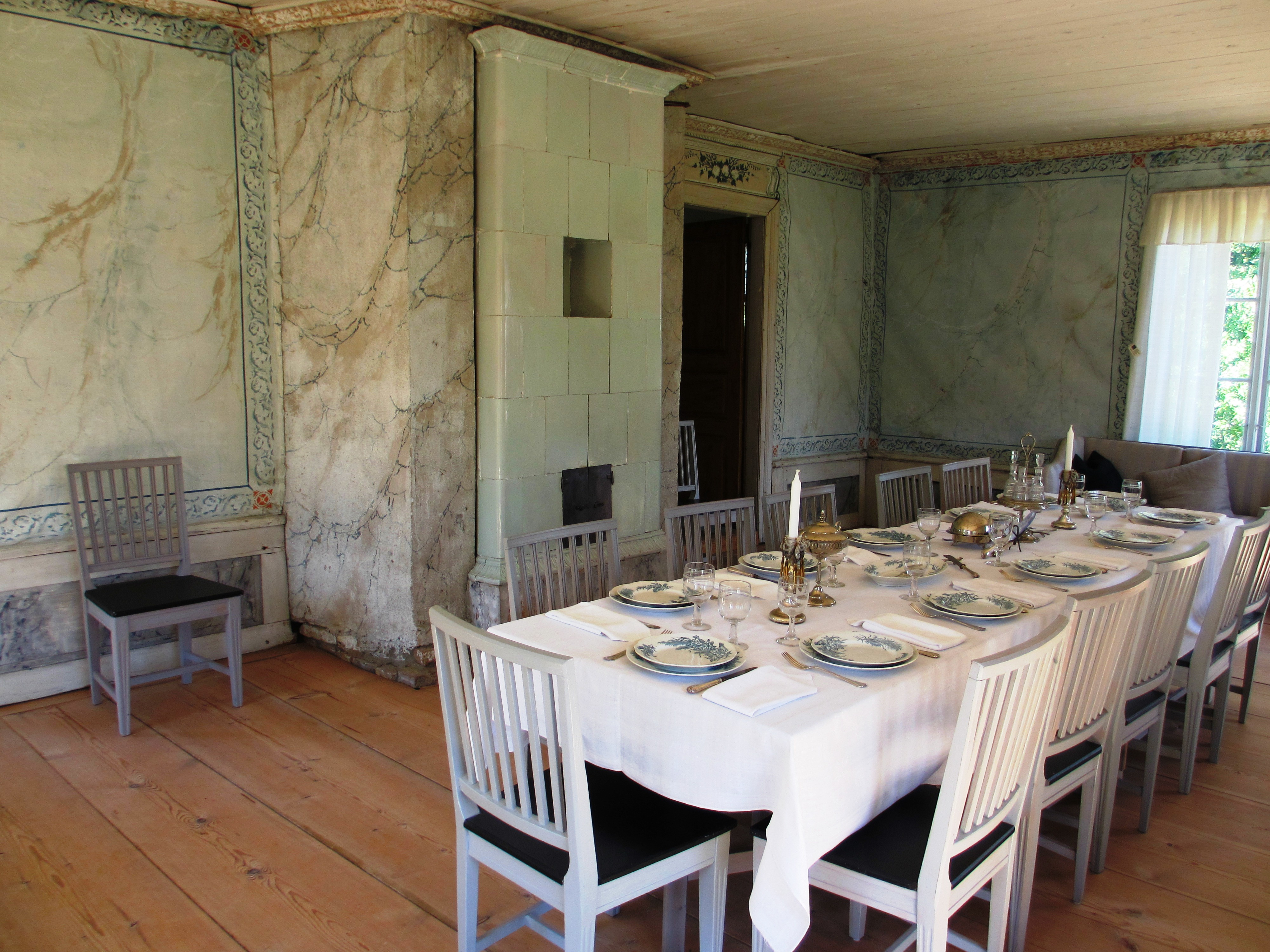
Intérieur du bâtiment principal.
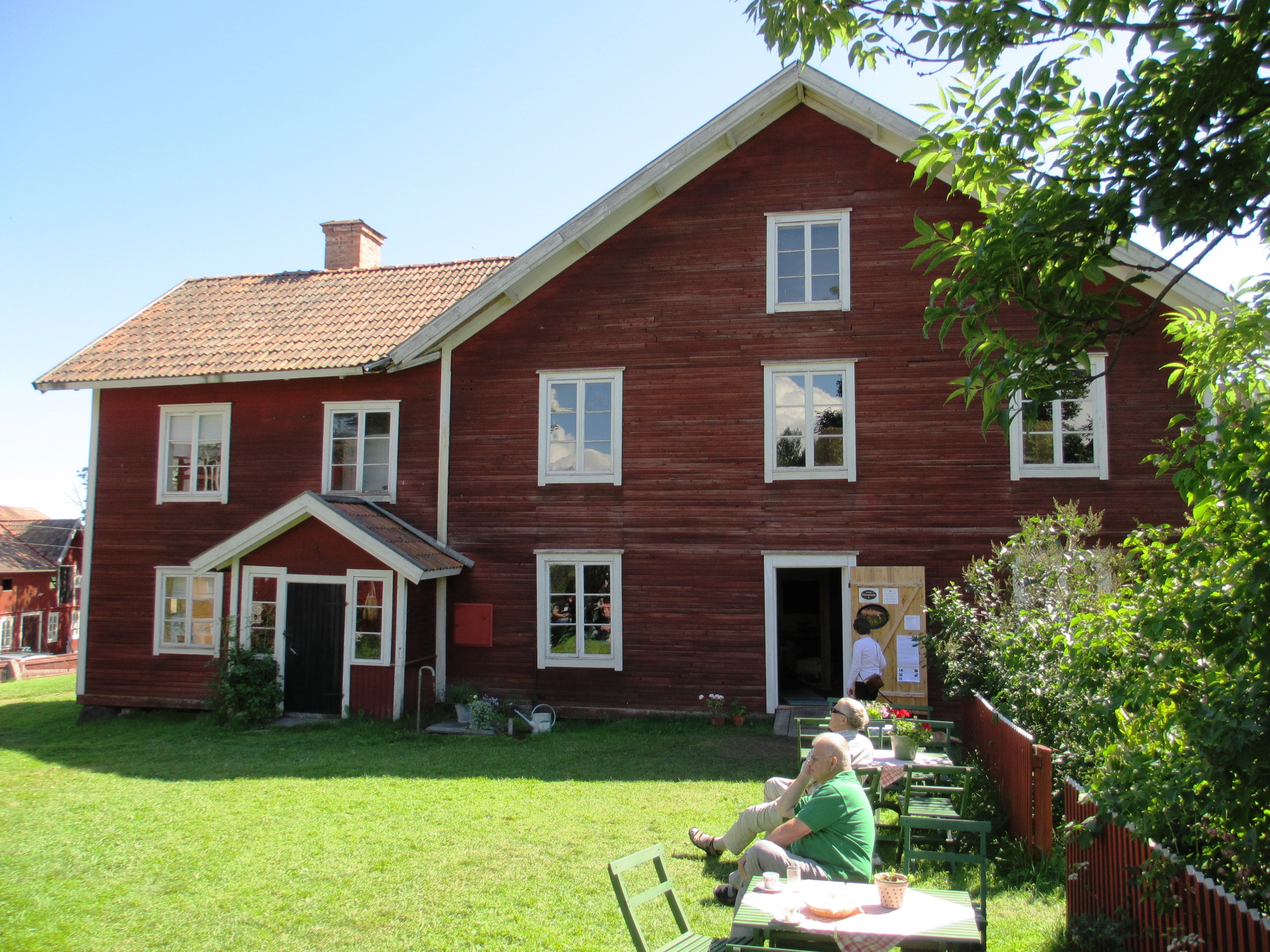
Le bâtiment utilitaire.
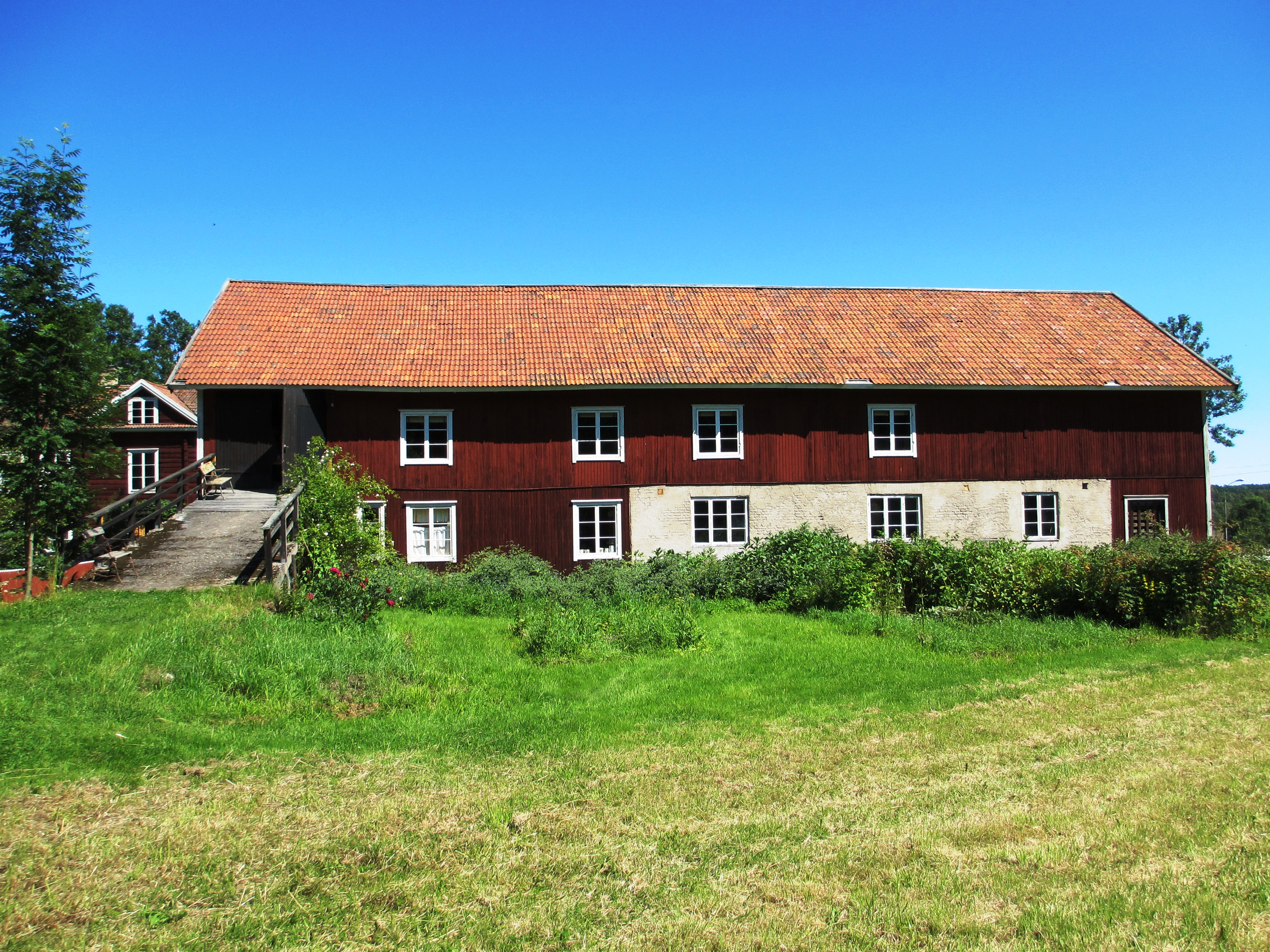
Le bâtiment utilitaire.